# Mechanizm podniesieniowy
Mechanizm podniesieniowy – mechanizm służący do naprowadzania pionowego działa.
Najczęściej jest to mechanizm podniesieniowy zębaty lub śrubowy napędzany ręcznie, elektrycznie lub hydraulicznie. W mechanizm typu zębatego wyposażona jest większość dział artyleryjskich. Zasadniczymi elementami są przekładnie ślimakowe oraz zębate równoległe, a także stożkowe. W moździerzach i działach bezodrzutowych stosowany jest mechanizm typu śrubowego. Najprostszy mechanizm śrubowy o napędzie ręcznym składa się ze śruby, naśrubnicy, przekładni stożkowej i pokrętła.